# 中央一号文件
中央一号文件，原指中国共产党中央委员会、中华人民共和国国务院每年发布的第一份文件。由于大多数一号文件均以农村农业问题为主，成为中共中央重视农村问题的专有名词。

## 沿革
1982年，改革开放初期安徽凤阳县小岗村率先进行包产到户的政策，而当时全国大多数地区仍然处于人民公社等体制，从而在中央及地方范围中引起争议，1982年1月1日颁布了第一个《全国农村工作会议纪要》，为中央“一号文件”。然而随着农业生产责任制推行，农业出现新的情况与问题，1983年《当前农村经济政策的若干问题》（当年1月的“一号文件”）颁布，理论上解释家庭联产承包责任制，为农业发展奠定政策基础。中共中央在1982年至1986年连续五年发布以农业、农村和农民为主题的中央一号文件，也被称为“五个一号文件”。
由于2000年至2003年期间，余粮充足、农村债务问题加重、城市化导致农村剩余劳动力减少、中国加入世界贸易组织、大量进口粮食等因素，中国粮食产量连续四年减产。2000年，时任湖北监利县棋盘乡党委书记李昌平给中华人民共和国总理朱镕基写信，反映 “三农”问题的严重性，引发之后数年的全国性讨论。2003年12月30日，中共中央总书记胡锦涛签署《中共中央、国务院关于促进农民增加收入若干政策的意见》（2004年度“一号文件”），促使中央一号文件再次回归农业。同年因中央已充分认识到维护粮食生产稳定的重要意义，由此之后每年的一号文件均为聚焦三农问题。
需要解释的是，在1987年至2003年期间，虽然中央一号文件并不是以农村工作为主题，但中央在当年仍对农村农业工作作出重要部署，比如1987年的中央五号文件为《把农村改革引向深入》。

## 历年中央一号文件
| 年代   | 颁布时间       | 题目                                                                                      | 备注          |
| ------ | -------------- | ----------------------------------------------------------------------------------------- | ------------- |
| 1982年 | 1982年1月      | 《全国农村工作会议纪要》                                                                  |               |
| 1983年 | 1983年1月2日   | 《当前农村经济政策的若干问题》                                                            | [ 7 ]         |
| 1984年 | 1984年1月      | 《中共中央关于1984年农村工作的通知》                                                      | [ 8 ]         |
| 1985年 | 1985年1月1日   | 《关于进一步活跃农村经济的十项政策》                                                      | [ 8 ]         |
| 1986年 | 1986年1月1日   | 《中共中央关于1986年农村工作的部署》                                                      | [ 9 ]         |
| 1987年 | 1987年1月6日   | 《中共中央关于向全体党员和干部群众传达邓小平同志关于当前学生闹事问题的讲话要点的通知》    | [ 10 ]        |
| 1988年 | 1988年2月6日   | 《关于经济形势和今年的经济工作》                                                          | [ 11 ]        |
| 1989年 |                | 《中共中央关于转批〈全国政法工作座谈会纪要〉的通知》                                      |               |
| 1990年 |                |                                                                                           |               |
| 1991年 |                |                                                                                           |               |
| 1992年 |                |                                                                                           |               |
| 1993年 |                |                                                                                           |               |
| 1994年 |                |                                                                                           |               |
| 1995年 |                |                                                                                           |               |
| 1996年 |                |                                                                                           |               |
| 1997年 |                |                                                                                           |               |
| 1998年 |                |                                                                                           |               |
| 1999年 |                |                                                                                           |               |
| 2000年 |                |                                                                                           |               |
| 2001年 |                |                                                                                           |               |
| 2002年 |                |                                                                                           |               |
| 2003年 |                |                                                                                           |               |
| 2004年 | 2003年12月31日 | 《中共中央、国务院关于促进农民增加收入若干政策的意见》                                    |               |
| 2005年 | 2004年12月31日 | 《中共中央、国务院关于进一步加强农村工作提高农业综合生产能力若干政策的意见》              |               |
| 2006年 | 2005年12月31日 | 《中共中央、国务院关于推进社会主义新农村建设的若干意见》                                  |               |
| 2007年 | 2006年12月31日 | 《中共中央、国务院关于积极发展现代农业扎实推进社会主义新农村建设的若干意见》              |               |
| 2008年 | 2007年12月31日 | 《中共中央、国务院关于切实加强农业基础建设进一步促进农业发展农民增收的若干意见》          |               |
| 2009年 | 2008年12月31日 | 《中共中央、国务院关于2009年促进农业稳定发展农民持续增收的若干意见》                      |               |
| 2010年 | 2009年12月31日 | 《中共中央、国务院关于加大统筹城乡发展力度进一步夯实农业农村发展基础的若干意见》          |               |
| 2011年 | 2010年12月31日 | 《中共中央、国务院关于加快水利改革发展的决定》                                            |               |
| 2012年 | 2011年12月31日 | 《中共中央、国务院关于加快推进农业科技创新持续增强农产品供给保障能力的若干意见》          |               |
| 2013年 | 2012年12月31日 | 《中共中央、国务院关于加快发展现代农业进一步增强农村发展活力的若干意见》                  |               |
| 2014年 | 2014年1月19日  | 《中共中央、国务院关于全面深化农村改革加快推进农业现代化的若干意见》                      |               |
| 2015年 | 2015年2月1日   | 《中共中央、国务院关于加大改革创新力度加快农业现代化建设的若干意见》                      |               |
| 2016年 | 2015年12月31日 | 《中共中央、国务院关于落实发展新理念加快农业现代化实现全面小康目标的若干意见》            | [ 12 ]        |
| 2017年 | 2016年12月31日 | 《中共中央、国务院关于深入推进农业供给侧结构性改革加快培育农业农村发展新动能的若干意见》  | [ 13 ]        |
| 2018年 | 2018年1月2日   | 《中共中央、国务院关于实施乡村振兴战略的意见》                                            | [ 14 ]        |
| 2019年 | 2019年1月3日   | 《中共中央、国务院关於坚持农业农村优先发展做好“三农”工作的若干意见》                      | [ 15 ]        |
| 2020年 | 2020年1月2日   | 《中共中央、国务院关于抓好“三农”领域重点工作确保如期实现全面小康的意见》                  | [ 16 ]        |
| 2021年 | 2021年1月4日   | 《中共中央、国务院关于全面推进乡村振兴加快农业农村现代化的意见》                          | [ 17 ] [ 18 ] |
| 2022年 | 2022年1月4日   | 《中共中央 国务院关于做好2022年全面推进乡村振兴重点工作的意见》                           | [ 19 ]        |
| 2023年 | 2023年1月2日   | 《中共中央 国务院关于做好2023年全面推进乡村振兴重点工作的意见》                           | [ 20 ]        |
| 2024年 | 2024年1月1日   | 《中共中央 国务院关于学习运用“千村示范、万村整治”工程经验有力有效推进乡村全面振兴的意见》 | [ 21 ]        |
| 2025年 | 2025年1月1日   | 《中共中央 国务院关于进一步深化农村改革 扎实推进乡村全面振兴的意见》                      | [ 22 ]        |